# Navadna nokota
Navadna nokota (znanstveno ime Lotus corniculatus) je zelnata trajnica iz družine metuljnic. Izhaja iz travišč zmernega pasu Evrazije in Severne Afrike. 

## Opis
Navadna nokota zraste od 5 do 20 cm, izjemoma ob podpori drugih rastlin do 50 cm visoko. Je izjemno trpežna rastlina, ki prenese nizko košnjo, teptanje in druge izjemne razmere na travnikih. Listi so peljeni na pet večjih ploskev, poganjajo pa v skupinah. Cvetovi so dolgi do 15 mm, rumeni in metuljasti. Združeni so v socvetja, v katerih je združenih od 3 do 6 cvetov. Seme se razvije v valjastem rjavem stroku. Navadni nokoti najbolj ustreza peščena podlaga suhih travnikov in košenic. V Sloveniji rastlina cveti od maja do septembra.

## Uporaba
V kmetijstvu je navadna nokota uporabna za pašo živine, za seno in za silažo. Ponekod v Ameriki in v Avstraliji je zaradi gojenja za kmetijske potrebe postala invazivna vrsta. 
Poleg tega je ponekod nokota pomembna za čebeljo pašo in pridelavo medu, saj je dokaj medonosna rastlina. 
Poleg omenjenega vsebuje navadna nokota tudi tanine, ki povečujejo vsrkavanje beljakovin v tankem črevesju. Poparek se uporablja tudi kot pomirjevalni čaj.